# Schöningen
Schöningen er en by i den sydøstlige del af Landkreis Helmstedt, i den østlige del af den tyske delstat Niedersachsen. Den har en befolkning på godt 11.300 mennesker (2012).

## Geografi
Den ligger ved delstatsgrænsen til Sachsen-Anhalt, ved sydøstenden af det skovklædte højdedrag Elm. Den nuværende kommune blev dannet i 1974 ved en sammenlægning af kommunerne Esbeck, Hoiersdorf, og Schöningen.

## Historie
I udkanten af en åben brunkulsgrav ved Schöningen fandt i 1995 de over 300.000 år gamle „Schöninger Spyd“. De i alt otte træspyd fra den ældre stenalder er de ældste fuldt bevarede jagtvåben overhovedet , og giver en formening om at Homo heidelbergensis drev jagt.